# Necepsia afzelii
Necepsia afzelii är en törelväxtart som beskrevs av David Prain. Necepsia afzelii ingår i släktet Necepsia och familjen törelväxter.

## Underarter
Arten delas in i följande underarter:
- N. a. afzelii
- N. a. zenkeri
- N. a. sitae